# Campagne (roman)
Pour les articles homonymes, voir Campagne (homonymie).
Campagne est un roman de Raymonde Vincent publié en 1937 aux éditions Stock et ayant reçu la même année le prix Femina. L'ouvrage est réédité en 1944 avec des dessins d'André Jordan, et en 2023 aux éditions Le Passeur. À cette occasion, il est qualifié d'« éblouissement ».

## Résumé
Marie, une jeune orpheline paysanne du Berry, est élevée par sa grand-mère, une femme assez austère et farouche. L’oncle Aimable, veuf et père de quatre garçons, invite Marie et sa grand-mère à venir habiter la ferme qu’il occupe aux abords du château de Luant. La sœur de l’oncle, Tante Victoire, habite également la ferme. Les quatre enfants, Robert, Laurent, Raymond et René, et Marie participent chacun aux travaux de la ferme avec leur père et leur tante et quelques ouvriers occasionnels.
L’histoire démarre vers 1910 et aboutit quelques années après la fin de la grande guerre ; elle décrit la vie de cette famille avec ses drames et ses joies et en quelque sorte le grand brassage de chacun au sein d’un monde cruel et rude qui pourtant ne manque pas de finesse et apporte sa part de bonheur et de beauté.

## Éditions
- Campagne, éditions Stock, 1937.